# أنطونيو خيسوس كاباييرو راميريز
أنطونيو خيسوس كاباييرو راميريز (بالإسبانية: Antonio Jesús Caballero Ramírez)‏ (6 يناير 1994 في إسبانيا - ) هو لاعب كرة قدم إسباني في مركز الوسط. لعب مع نادي إلتشي ونادي كاستييون.

## وصلات خارجية
- أنطونيو خيسوس كاباييرو راميريز على موقع قاعدة بيانات كرة القدم.إي يو (الإنجليزية)
- أنطونيو خيسوس كاباييرو راميريز على موقع Soccerway.com (الإنجليزية)